# Игнатковское сельское поселение
Игна́тковское се́льское поселе́ние — упразднённое муниципальное образование в составе Сафоновского района Смоленской области России.
Административный центр — деревня Игнатково.

## История
Образовано Законом Смоленской области от 28 декабря 2004 года.  Упразднено Законом Смоленской области от 20 декабря 2018 года: все его населённые пункты были включены в Издешковское сельское поселение. 

## Население
| 2007  | 2011  | 2012  | 2013  | 2014  | 2015  | 2016  |
| ----- | ----- | ----- | ----- | ----- | ----- | ----- |
| 1430  | ↘1356 | ↘1315 | ↘1282 | ↘1252 | →1252 | ↘1238 |
| 2017  | 2018  | 2019  |       |       |       |       |
| ↗1252 | ↘1246 | ↘1240 |       |       |       |       |

## Географические данные
- Общая площадь: 228,1 км²
- Расположение: юго-восточная часть Сафоновского района
- Граничило:
  - на севере — с Издешковским сельским поселением
  - на северо-востоке — с Зимницким сельским поселением
  - на юго-востоке— с Вяземским районом
  - на юге и западе — с Прудковским сельским поселением
- По территории поселения проходит автомобильная дорога Р134 «Старая Смоленская дорога» Смоленск — Дорогобуж — Вязьма — Зубцов.
- По территории поселения проходит железнодорожная линия Москва — Минск, имеются станции: о.п. 286 км.
- Крупные реки: Дыма.

## Населённые пункты
На территории поселения находилось 22 населённых пункта:
- Игнатково, деревня — административный центр
- Андросово, деревня
- Барсуки, деревня
- Безлипицы, деревня
- Воронцово, деревня
- Жашково, деревня
- Жевлаки, деревня
- Иваново, деревня
- Издешково, деревня
- Какушкино, деревня
- Леоново, деревня
- Лукино, деревня
- Милютино, деревня
- Морозово, деревня
- Озеречня, деревня
- Пареево, деревня
- Походино, деревня
- Пустынная Пятница, деревня
- Путьково, деревня
- Татарка, деревня
- Чоботово, деревня
- Шершнево, деревня

## Экономика
Сельхозпредприятия, школа, магазины, библиотека.